# Christian Røste Solberg
Christian Røste Solberg (* 26. September 1999) ist ein norwegischer Skispringer, der für den Verein IL Jardar aktiv ist.

## Werdegang
Solberg nahm bereits Ende 2014 erstmals am FIS Cup teil, ohne jedoch Punkte zu erzielen. Im März 2018 kehrte er in diese Wettkampfklasse zurück und erzielte auf Anhieb Platz 15 in Falun. Ab dem darauffolgenden Winter ging Solberg auch im Skisprung-Continental-Cup an den Start. Für die Weltcup-Saison 2019/20 gehörte er zur Spitzensportförderung der norwegischen Mannschaft, kam aber nicht zum Einsatz.
Bei den nationalen Meisterschaften 2019 und 2021 gewann Solberg jeweils Silber mit der Mannschaft.
Am 24. September 2022 qualifizierte sich der Norweger in Hinzenbach erstmals für ein Grand-Prix-Springen und ließ dabei u. a. namhafte Sportler wie Jakub Wolny und Yukiya Satō hinter sich. Beim Wettkampf am nächsten Tag wurde er 26.

## Statistik

### Grand-Prix-Platzierungen
| Saison | Platz | Punkte |
| ------ | ----- | ------ |
| 2022   | 077.  | 005    |
| 2023   | 044.  | 045    |

### Continental-Cup-Platzierungen
| Saison  | Platz | Punkte |
| ------- | ----- | ------ |
| 2018/19 | 148.  | 001    |
| 2021/22 | 147.  | 003    |
| 2022/23 | 070.  | 058    |
| 2023/24 | 055.  | 008    |

### FIS-Cup-Platzierungen
| Saison  | Platz | Punkte |
| ------- | ----- | ------ |
| 2017/18 | 123.  | 016    |
| 2018/19 | 140.  | 009    |